# 川添伊代
川添 伊代（かわぞえ いよ、1985年3月15日 - ）は、奈良テレビのアナウンサー。

## 人物
岐阜県大垣市出身。
2007年4月に奈良テレビ放送に入社。アナウンサー・記者・ディレクターを兼務している。
アナウンサーとしては、入社してから数年間は情報番組のグルメコーナーのリポーターを担当することが多かったが、現在では主にスポーツ系の番組やコーナーを担当している。奈良テレビが制作する旅番組「気ままに歩こーく!」ではディレクターとして番組の制作に携わっていた。
趣味はスポーツの応援、料理のレパートリーを増やすこと、夜寝る前の読書。

## 担当番組

### 現在
- ゆうドキッ!
  - 隔週月曜日 アシスタント（2012年4月2日 - 2014年3月17日）[1]
  - 隔週木曜日 アシスタント（2014年4月3日 - 2015年3月26日）[2]
  - 月曜日 アシスタント（2015年3月30日 - 2016年3月28日）
  - 月曜日 メインMC（2016年4月4日 - 2019年3月25日）
  - 月・火曜日 メインMC（2019年4月1日 - ）
- TVNニュース

### 過去
- 笑売繁盛!ならCoCo
  - アシスタント(2009年4月～2012年3月)
- ドラマティックナイン
  - 司会(2012年～2015年、2022年～)
- NEXT-輝け!アスリートたち-
  - メインMC(2013年6月～2016年3月)